# Olof Rosmark
Olof Fritiof Rosmark, född 25 november 1890 i Örebro, död 20 augusti 1946 i Stockholm, var en svensk kooperatör.
Olof Rosmark var son till skomakarmästaren Lars Johan Rosmark. Han erhöll typografutbildning men övergick som ung till anställning inom den kooperativa rörelsen. Han var föreståndare för den kooperativa föreningen vid Glava glasbruk 1917–1919. 1920–1922 var han konsulent vid Kooperativa förbundets revisionsavdelningen med uppgift att biträda vid saneringen av de föreningar som under första världskrigets krisår blivit ekonomiskt försvagade. Efter att 1922–1927 varit föreståndare för Åtvidabergs hushållsförening var han 1927–1934 lärare i praktisk ekonomi vid kooperationens nyinrättade skola Vår Gård i Saltsjöbaden. 1934 övertog han som VD ledningen av Bilägarnas Inköpscentral, vilken befattning han innehade till sin död. I den nya kooperativa oljeorganisationen, Sveriges oljekonsumenters riksförbund, genomförde han som VD 1945–1946 det grundläggande organisationsarbetet. Som expert i framför allt motorbränslefrågor anlitades Rosmark under andra världskriget i olika uppdrag. Han deltog bland annat i bildandet av Föreningen Bilkol och var styrelseledamot där tills den 1940 övertogs av Svenska gengas AB.